# Panasonic FS A1 ST
Panasonic FS A1 ST (FS A1 ST) је био кућни рачунар фирме Панасоник (Panasonic) који је почео да се производи у Јапану од 1990. године.
Користио је 8-битни Zilog Z80A и 16-битни RISC R800 (DAR800-X0G) као микропроцесор. RAM меморија рачунара је имала капацитет од 256 KB (прошириво до 512 KB или чак 1 MB унутра) + 16kB SRAM за бекап (унутар машине).
Као оперативни систем кориштен је MSX-DOS V2.30.

## Детаљни подаци
Детаљнији подаци о рачунару FS A1 ST су дати у табели испод.
|                       | |
| [ 1 ]                 | |
| Произвођач            | Панасоник |
| Тип                   | кућни рачунар |
| Меморија              | 256 (прошириво до 512 или чак 1 унутра) + 16kB SRAM за бекап (унутар машине) |
| Поријекло             | Јапан |
| Година                | 1990 |
| Тастатура             | тастатура са пуним помаком тастера, стандардни распоред, 91 тастер |
| Процесор              | 8-битни и 16-битни |
| Фреквенција процесора | Z80A: 3,579545 / R800: 28,636360 |
| RAM                   | 256 (прошириво до 512 или чак 1 унутра) + 16kB SRAM за бекап (унутар машине) |
| ROM                   | 32 (BASIC/BIOS ROM) + 32 (SUBROM MSX-BASIC V4.0) + 16 (FM-Basic ROM) + 16 (MSX Disk ROM) + 16 (Kanji Basic) + 2MB ROM (јапански едитор текста, и други програми) + MSX-JE ROM (са око 32000 знакова) |
| Текст                 | 80 x 25 / 40 x 25 / 32 x 25 |
| Графика               | 64 x 48 / 256 x 192 / 256 x 212 / 512 x 212 / 512 x 424 |
| Боја                  | 16 / 16 - 256 / 16 између 512 / 19268 |
| Звук                  | MSX музика (Yamaha YM-2413 OPLL) + PCM синтисајзер 8-битни (семпловање на 16kHz) + уграђени микрофон                                                                                                 |
| Димензије             | 425 (ширина) x 292 (дубина) x 89 (висина) / 3,4 |
| Портови               | |
| Оперативни систем     | |